# Terontola
Terontola is een plaats (frazione) in de Italiaanse gemeente Cortona.